# Majdik Kornélia
Majdik Kornélia (Zilah, 1952. január 21. –) erdélyi magyar vegyész, egyetemi docens, Kövendi Sándor lánya.

## Életpályája
1971 és 1975 között a kolozsvári Babeș–Bolyai Tudományegyetem kémia karán tanult, és jeles minősítésű vegyész oklevéllel végzett. Ugyanott egyéves mesterképzésen vett részt. 1976-tól 1981-ig a kolozsvári Terapia Gyógyszergyárban dolgozott, majd 1997-ig  a szintén kolozsvári Gyógyszerkutató Intézet tudományos főmunkatársa volt. 1988-ban doktorált (Acetofenon-oximok alkalmazása szerves szintézisekben). 1997-től a Babeș–Bolyai Tudományegyetem Kémia és Vegyészmérnöki Karán oktat, 2007-től egyetemi docensként. 2004 és 2010 között dékánhelyettes és a magyar tagozat vezetője, 2010 és 2012 között dékán és a magyar tagozat vezetője, majd 2016-ig ismét dékánhelyettes és a  magyar tagozat vezetője. Nyugdíjazása után is oktat a karon.

## Munkássága
Kutatási területe: szerves kémia (szerves szintézis, szerkezetkutatás, biológiai aktivitás). Tudományos cikkeit Majdik Cornelia néven jegyzi. Az iparban alkalmazott eredményeit hét szabadalom tartalmazza. Három szakkönyv szerzője. Nevéhez fűződik a magyar nyelvű vegyészmérnökképzés beindítása a karon Szerves anyagok technológiája, petrokémia, karbokémia néven, amely az egyetlen állami magyar nyelvű mérnökképzés Romániában. Több magyar nyelvű mesterképzés beindításában is fontos szerepet játszott.

## Szakmai szervezetek
- 1995-től: az Erdélyi Magyar Műszaki Tudományos Társaság kémiai szakosztályának elnöke, a szervezet alelnöke
- 2016-tól: a KAB kémiatudományi szakbizottságának elnöke
- 2007–2016: a kémiai szakkollégium vezetője
- 1998-tól: a Román Kémikusok Egyesületének tagja
- 2005-től: az OTDK kémia és vegyipari szekció bizottsági tagja

## Kitüntetései
- 1997: Pro Scientia díj, Erdélyi Magyar Műszaki Tudományos Társaság
- 2015: Arany János-emléklap, Magyar Tudományos Akadémia

- 2019: Fabinyi  Rudolf-emlékérem, Magyar Kémikusok Egyesülete[1][2]